# El Semillero
El Semillero es una localidad uruguaya del departamento de Colonia.

## Ubicación
La localidad se encuentra situada en la zona suroeste del departamento de Colonia, próximo al arroyo de la Estanzuela, y sobre la ruta 50 en su km 12. Dista 25 km de la ciudad de Colonia del Sacramento, mientras que la localidad más próxima es Estanzuela, ubicada 3 km al oeste.

## Población
Según el censo de 2011 la localidad contaba con una población de 600 habitantes.
| 271           | 342 | 468 | 378 | 523 | 600 |
| (Fuente: INE) |     |     |     |     |     |